# Byron Beck
Byron A. Beck (nacido el 25 de enero de 1945 en Ellensburg, Washington) es un exjugador de baloncesto estadounidense que disputó 9 temporadas en la ABA y una más en la NBA. Con 2,05 metros de altura, lo hacía en la posición de ala-pívot. Es, junto con Louie Dampier, el único jugador en permanecer las 9 temporadas que duró la ABA en el mismo equipo, y uno de los tres que inauguraron la liga, junto con Dampier y Freddie Lewis, que jugó también en la NBA.

## Trayectoria deportiva

### Universidad
Jugó durante cuatro temporadas con los Pioneers de la Universidad de Denver, en las que promedió 15,3 puntos y 10,4 rebotes por partido. En 1966 fue el máximo reboteador de su equipo, con 11,8 rebotes por partido, siendo también el mejor en porcentaje de tiros de campo esa temporada y la siguiente.

### Profesional
Fue elegido en la decimoquinta posición del Draft de la NBA de 1967 por Chicago Bulls, y también en la quinta ronda del draft de la ABA por Denver Rockets, optando por esta segunda opción. Tras una primera temporada de adaptación, en 1969 se hizo con el puesto de titular, promediando 14,5 puntos y 11,0 rebotes por partido, cifra esta última que le colocó como quinto mejor reboteador de la liga, disputando ese año el que sería su primer All-Star, en el que conseguiría 14 puntos y 10 rebotes.
Durante cuatro temporadas fue el pívot titular de los Rockets, perdiendo poco a poco protagonismo en el equipo. A pesar de ello, en 1975 el equipo le renovó el contrato, ya convertidos en los Denver Nuggets. En la última temporada de la desaparecida ABA fue nuevamente seleccionado para el All-Star Game, un poco como homenaje a su trayectoria, ya que sus cifras habían bajado hasta los 9,6 puntos y 4,4 rebotes por encuentro. A pesar de ello, tendría una destacada actuación, anotando 14 puntos.
En 1976 la liga desapareció, y algunos equipos como los Nuggets encontraron acomodo en la NBA. Beck finalizó esa época de su carrera como segundo máximo anotador de la historia de su equipo, con 8353 puntos. Jugó una temporada más en la nueva competición, pero ya con 32 años era uno de los últimos hombres del banquillo, retirándose al término de la misma. Su camiseta con el número 40 fue la primera que retiró su equipo.

## Estadísticas de su carrera en la ABA y la NBA

### Temporada regular
| Temporada | Edad | Equipo         | Liga  | P   | TIT | MIN  | TC  | TCA  | %TC  | 3P  | 3PA | %3P  | TL  | TLA | %TL  | R.OF. | R.DEF. | REB  | ASIS | ROB | TAP | PER | FP  | PTS  |
| 1967-68   | 23   | Denver Rockets | ABA   | 71  |     | 22.9 | 3.9 | 8.0  | .482 | 0.0 | 0.0 | .000 | 1.7 | 2.2 | .748 |       |        | 7.9  | 0.5  |     |     | 1.0 | 3.1 | 9.4  |
| 1968-69   | 24   | Denver Rockets | ABA   | 71  |     | 32.2 | 6.0 | 11.9 | .502 | 0.0 | 0.0 | .667 | 2.6 | 3.4 | .765 | 3.8   | 7.1    | 11.0 | 1.1  |     |     | 1.3 | 3.5 | 14.5 |
| 1969-70   | 25   | Denver Rockets | ABA   | 79  |     | 31.1 | 5.6 | 10.6 | .523 | 0.0 | 0.0 | .000 | 1.7 | 2.2 | .787 | 3.2   | 6.5    | 9.7  | 1.4  |     |     | 1.7 | 3.7 | 12.9 |
| 1970-71   | 26   | Denver Rockets | ABA   | 84  |     | 33.9 | 5.8 | 12.3 | .474 | 0.0 | 0.2 | .286 | 1.9 | 2.2 | .868 | 3.3   | 7.2    | 10.5 | 2.1  |     |     | 1.9 | 3.3 | 13.6 |
| 1971-72   | 27   | Denver Rockets | ABA   | 66  |     | 27.5 | 5.1 | 10.1 | .504 | 0.0 | 0.0 | .000 | 2.1 | 2.5 | .843 | 2.6   | 5.4    | 8.0  | 2.1  |     |     | 1.5 | 3.2 | 12.3 |
| 1972-73   | 28   | Denver Rockets | ABA   | 77  |     | 29.9 | 6.1 | 11.4 | .530 | 0.0 | 0.1 | .286 | 2.1 | 2.6 | .798 | 2.6   | 4.3    | 7.0  | 1.4  |     |     | 1.6 | 3.5 | 14.2 |
| 1973-74   | 29   | Denver Rockets | ABA   | 82  |     | 24.1 | 5.2 | 10.0 | .516 | 0.0 | 0.0 | .000 | 1.5 | 1.7 | .851 | 2.0   | 3.1    | 5.1  | 0.9  | 0.6 | 0.1 | 1.0 | 2.8 | 11.8 |
| 1974-75   | 30   | Denver Nuggets | ABA   | 84  |     | 21.6 | 4.6 | 8.9  | .515 | 0.0 | 0.0 | .000 | 1.0 | 1.2 | .835 | 1.5   | 2.6    | 4.1  | 1.3  | 0.7 | 0.2 | 0.9 | 3.2 | 10.1 |
| 1975-76   | 31   | Denver Nuggets | ABA   | 80  |     | 19.8 | 4.2 | 8.1  | .517 | 0.1 | 0.1 | .455 | 1.2 | 1.5 | .836 | 1.5   | 2.9    | 4.4  | 1.5  | 0.6 | 0.3 | 1.1 | 2.4 | 9.6  |
| 1976-77   | 32   | Denver Nuggets | NBA   | 53  |     | 9.1  | 2.0 | 4.6  | .435 |     |     |      | 0.7 | 0.8 | .818 | 0.8   | 1.0    | 1.8  | 0.6  | 0.3 | 0.0 |     | 1.1 | 4.7  |
| Total     |      |                | TOTAL | 747 |     | 25.7 | 4.9 | 9.8  | .505 | 0.0 | 0.1 | .295 | 1.6 | 2.0 | .811 | 2.4   | 4.5    | 7.0  | 1.3  | 0.6 | 0.1 | 1.3 | 3.0 | 11.5 |
|           |      |                | ABA   | 694 |     | 27.0 | 5.1 | 10.2 | .507 | 0.0 | 0.1 | .295 | 1.7 | 2.1 | .810 | 2.6   | 4.8    | 7.4  | 1.4  | 0.6 | 0.2 | 1.3 | 3.2 | 12.0 |
|           |      |                | NBA   | 53  |     | 9.1  | 2.0 | 4.6  | .435 |     |     |      | 0.7 | 0.8 | .818 | 0.8   | 1.0    | 1.8  | 0.6  | 0.3 | 0.0 |     | 1.1 | 4.7  |

### Playoffs
| Temporada | Edad | Equipo         | Liga  | P  | MIN  | TCA | TC  | 3PA | 3P | TLA | TL  | R.OF. | REB | ASIS | ROB | TAP | PER | FP  | PTS | %TC  | %3P  | %FT   | MIN  | PTS  | REB  | AST |
| 1967-68   | 23   | Denver Rockets | ABA   | 5  | 160  | 23  | 50  | 0   | 0  | 11  | 15  |       | 55  | 5    |     |     | 7   | 21  | 57  | .460 |      | .733  | 32.0 | 11.4 | 11.0 | 1.0 |
| 1968-69   | 24   | Denver Rockets | ABA   | 7  | 214  | 48  | 95  | 0   | 1  | 14  | 17  |       | 63  | 9    |     |     | 13  | 23  | 110 | .505 | .000 | .824  | 30.6 | 15.7 | 9.0  | 1.3 |
| 1969-70   | 25   | Denver Rockets | ABA   | 12 | 439  | 77  | 176 | 1   | 4  | 36  | 47  |       | 144 | 19   |     |     | 24  | 41  | 191 | .438 | .250 | .766  | 36.6 | 15.9 | 12.0 | 1.6 |
| 1971-72   | 27   | Denver Rockets | ABA   | 7  | 264  | 56  | 115 | 1   | 4  | 26  | 28  |       | 72  | 14   |     |     | 15  | 29  | 139 | .487 | .250 | .929  | 37.7 | 19.9 | 10.3 | 2.0 |
| 1972-73   | 28   | Denver Rockets | ABA   | 4  | 130  | 28  | 63  | 0   | 0  | 13  | 17  | 19    | 39  | 5    |     |     | 9   | 16  | 69  | .444 |      | .765  | 32.5 | 17.3 | 9.8  | 1.3 |
| 1974-75   | 30   | Denver Nuggets | ABA   | 13 | 278  | 69  | 134 | 0   | 0  | 24  | 28  | 21    | 50  | 18   | 4   | 3   | 21  | 44  | 162 | .515 |      | .857  | 21.4 | 12.5 | 3.8  | 1.4 |
| 1975-76   | 31   | Denver Nuggets | ABA   | 13 | 276  | 42  | 95  | 0   | 1  | 28  | 34  | 19    | 57  | 11   | 4   | 1   | 16  | 41  | 112 | .442 | .000 | .824  | 21.2 | 8.6  | 4.4  | 0.8 |
| 1976-77   | 32   | Denver Nuggets | NBA   | 5  | 29   | 3   | 9   |     |    | 2   | 2   | 2     | 6   | 1    | 0   | 0   |     | 5   | 8   | .333 |      | 1.000 | 5.8  | 1.6  | 1.2  | 0.2 |
| Total     |      |                | TOTAL | 66 | 1790 | 346 | 737 | 2   | 10 | 154 | 188 | 61    | 486 | 82   | 8   | 4   | 105 | 220 | 848 | .469 | .200 | .819  | 27.1 | 12.8 | 7.4  | 1.2 |
|           |      |                | ABA   | 61 | 1761 | 343 | 728 | 2   | 10 | 152 | 186 | 59    | 480 | 81   | 8   | 4   | 105 | 215 | 840 | .471 | .200 | .817  | 28.9 | 13.8 | 7.9  | 1.3 |
|           |      |                | NBA   | 5  | 29   | 3   | 9   |     |    | 2   | 2   | 2     | 6   | 1    | 0   | 0   |     | 5   | 8   | .333 |      | 1.000 | 5.8  | 1.6  | 1.2  | 0.2 |